# Station Lierde
Station Lierde is een spoorwegstation op spoorlijn 122 (Melle - Geraardsbergen) in Sint-Maria-Lierde, een deelgemeente van Lierde. Het stationsgebouw werd eind januari 2018 gesloopt.
Het station is gelegen langs de N8 tussen Sint-Maria-Lierde en Sint-Martens-Lierde in. Voor de gemeentefusie droeg het de naam van 'Sint-Maria-Lierde' omdat het immers op het grondgebied van deze toenmalige gemeente gelegen was. Nadien veranderde de naam in Lierde, naar de fusiegemeente. Rondom het station was een kleine kern ontstaan, 'Sint-Maria-Lierde Station' geheten.
Lierde is slechts een kleine gemeente, de behoorlijke instapcijfers van 469 reizigers per gemiddelde weekdag (tellingen 2019) kan het voorleggen door de aanwezigheid van grote buur Brakel (op fietsafstand) en het feit dat tussen Geraardsbergen en Zottegem Lierde het enige station is, ook stopt er aan het station van Lierde de buslijn 39 Brakel-Steenhuize-Wijnhuize-Ninove, tijdens de spitsuren waardoor er veel mensen deze bus nemen vanuit Brakel om in Lierde de trein te nemen.

## Stationsgebouw
In 1861 verwierf Ernest Bouqueau een concessie voor de aanleg van een spoorlijn tussen 's-Gravenbrakel en Gent. Niet lang daarna werd de maatschappij Compagnie du chemin de fer de Braine-le-Comte à Gand et ses extensions opgericht die het project moest verwezenlijken. In 1867 werd uiteindelijk de lijn uiteindelijk geopend. Wat betreft de stationsgebouwen op de lijn schreef de Staat telkenmale opvallende trapgevelstations voor die quasi identiek aan elkaar waren (op het aantal traveeën na). Het gebouw daarom een rechthoekig, 2 verdiepingen tellend bouwwerk dat uit 6 traveeën bestond.
De meer recente vorm van het stationsgebouw was vooral getekend in het midden van de 20e eeuw toen er ingrijpende verbouwingen plaatsvonden. Wegens het vele onderhoud dat trapgevelstations met zich meebrachten, werden de kenmerkende trapgeveltjes vervangen door een 'gewoon' zadeldak. Ook gelijkaardige stations gingen deze evolutie door (zie onder meer het huidige station van Scheldewindeke). In dezelfde periode is tevens de "uitstulping", die het mogelijk maakt vanuit het station naar de aankomende treinen te kijken, toegevoegd.
De lokethal straalde een nostalgische sfeer uit, mede veroorzaakt door de aanwezigheid van een Leuvense stoof.
Sinds 28 juni 2013 waren de loketten van dit station gesloten en is het een stopplaats geworden. Voor de aankoop van allerlei vervoerbewijzen kan men terecht aan de biljettenautomaat die ter beschikking staat. In januari 2018 werd het stationsgebouw uiteindelijk gesloopt.

## Stationscomplex
Lierde telt twee grotendeels onverharde perrons. Uniek is het feit dat perron 2 hoger gelegen is dan het andere. Dit vindt haar oorzaak in de perronoverkapping op perron 1, de ondersteuningspalen van deze konden immers niet zomaar verhoogd worden. Daar er op perron 1 zoals gezegd een perronoverkapping aanwezig is, zijn er geen extra schuilhuisjes geplaatst. Die zijn wel present op het perron richting Geraardsbergen: daar staan sinds de vernieuwingswerken twee wachthokjes van het nieuwste type ("Mechelen").
Oorspronkelijk stond op perron 2 een veel groter wachthuisje nog daterende uit de begintijd van het station. Een soortgelijk schuilhuis(je) is nog steeds te vinden in Balegem-Zuid.
Om de sporen over te steken is geen speciale infrastructuur voorzien, reizigers dienen de nabijgelegen overweg te gebruiken.
Lierde beschikt over een ruime parking, zowel het pleintje voor het stationsgebouw als de ruimte naast perron 1 zijn volledig door die functie ingenomen. In 2007 werd de nieuwe fietsenstalling ingehuldigd. Het nu aanwezige fietsenrek is van het type 'Forever' dat inmiddels bij stations en haltes tot de facto standaard is opgeklommen.
Sinds de afbraak van het stationsgebouw in 2018 onderging de omgeving een grote metamorfose. De plaats waar het stationsgebouw vroeger stond werd mee opgenomen in de parking, waardoor die met enkele plaatsen kon uitbreiden. De perrons werden verhoogd naar een standaardhoogte van 76 centimeter en volledig verhard, wat het in - en uitstappen gemakkelijker maakt. Er kwamen nieuwe schuilhuisjes, nieuwe verlichting en nieuwe zitbanken.

## Trivia
Tussen het toenmalige stationsgebouw en de overweg werd in 2003 een opvallend kunstwerk geplaatst. Het levensgroot beeld, van de hand van kunstenaar Toon Torrekens, stelt een mijnwerker voor die wacht op de trein en even uitkijkt naar zijn bestemming: het Walenland.

## Galerij

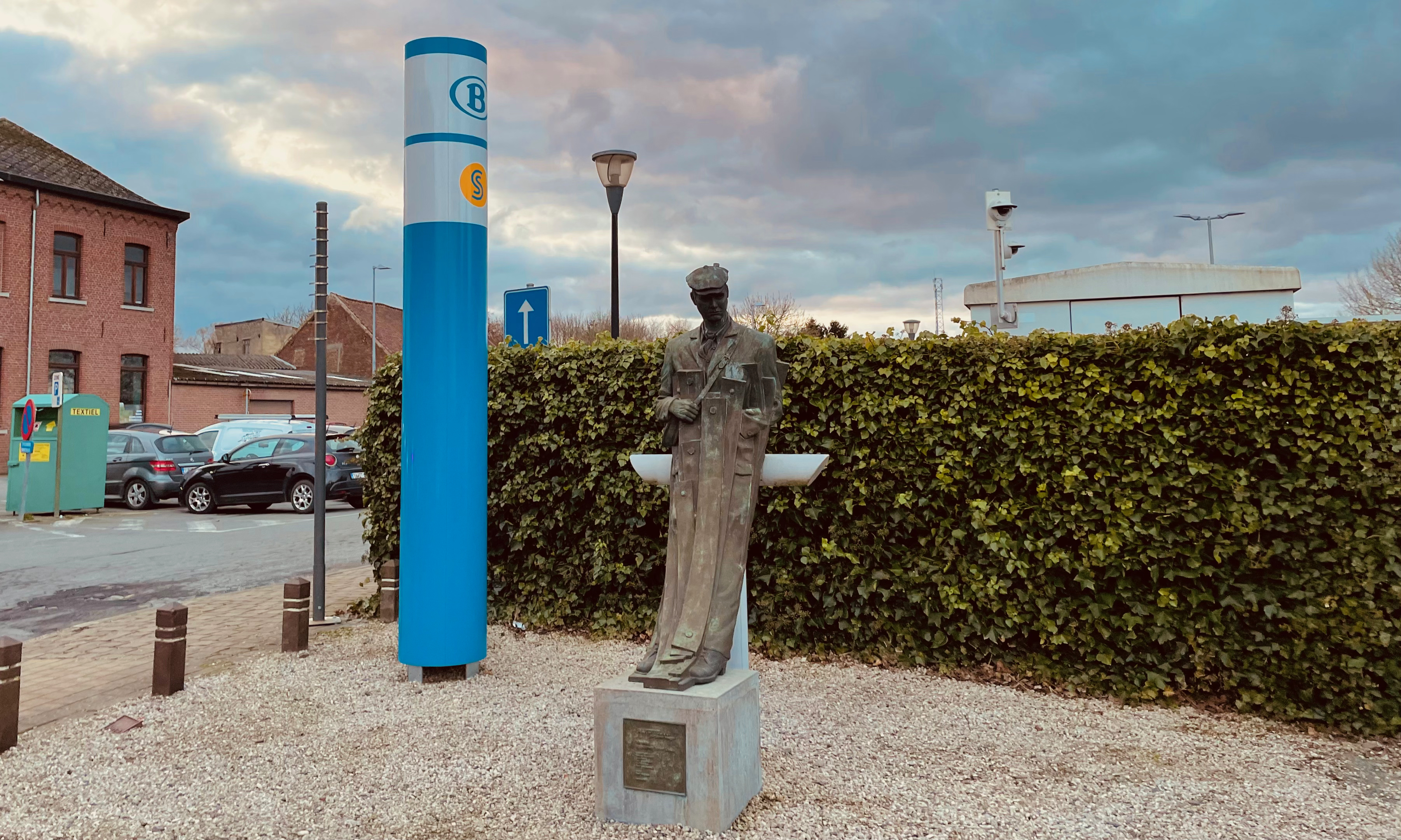
Kunstwerk aan het station
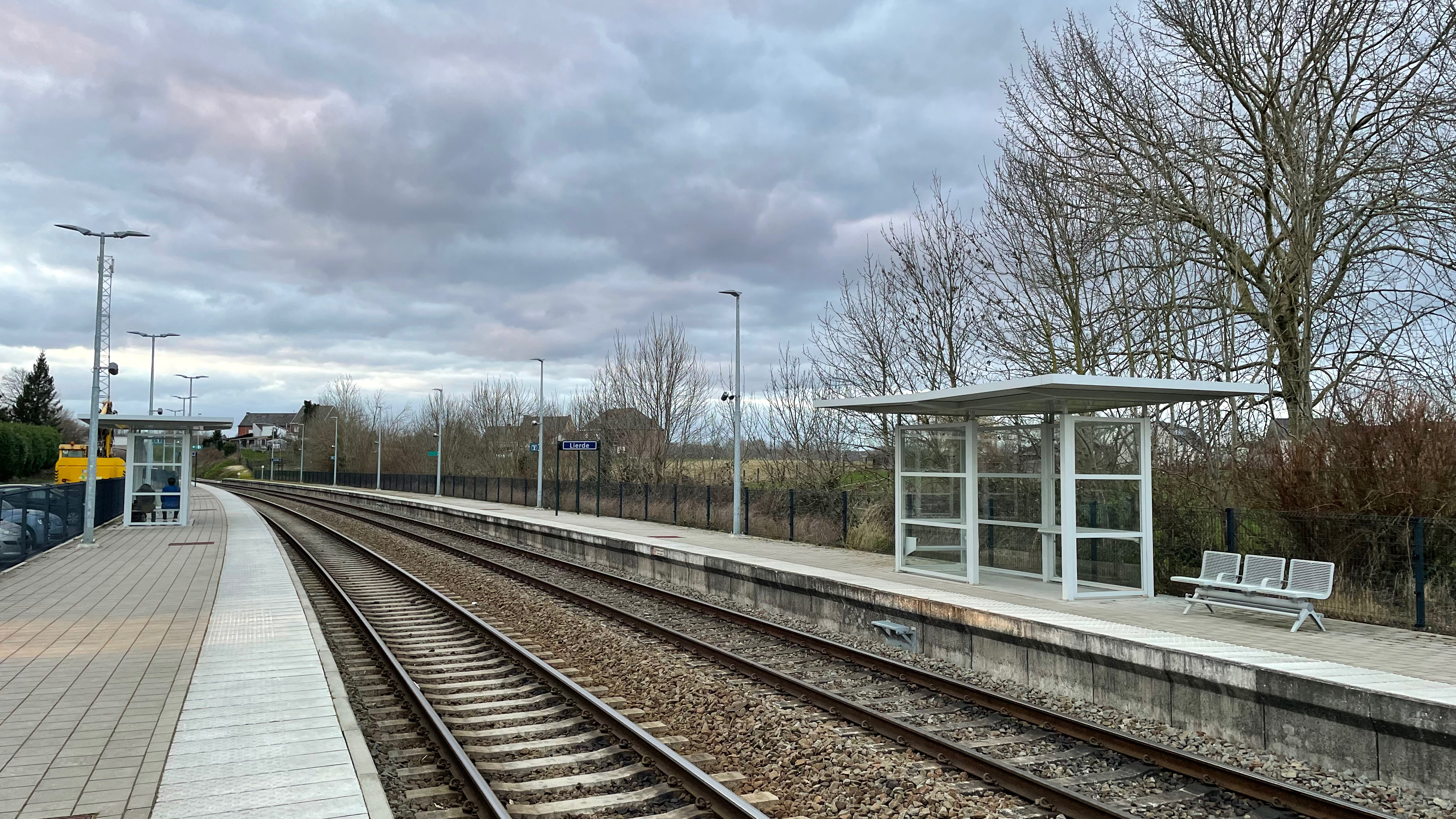
Vernieuwe perrons
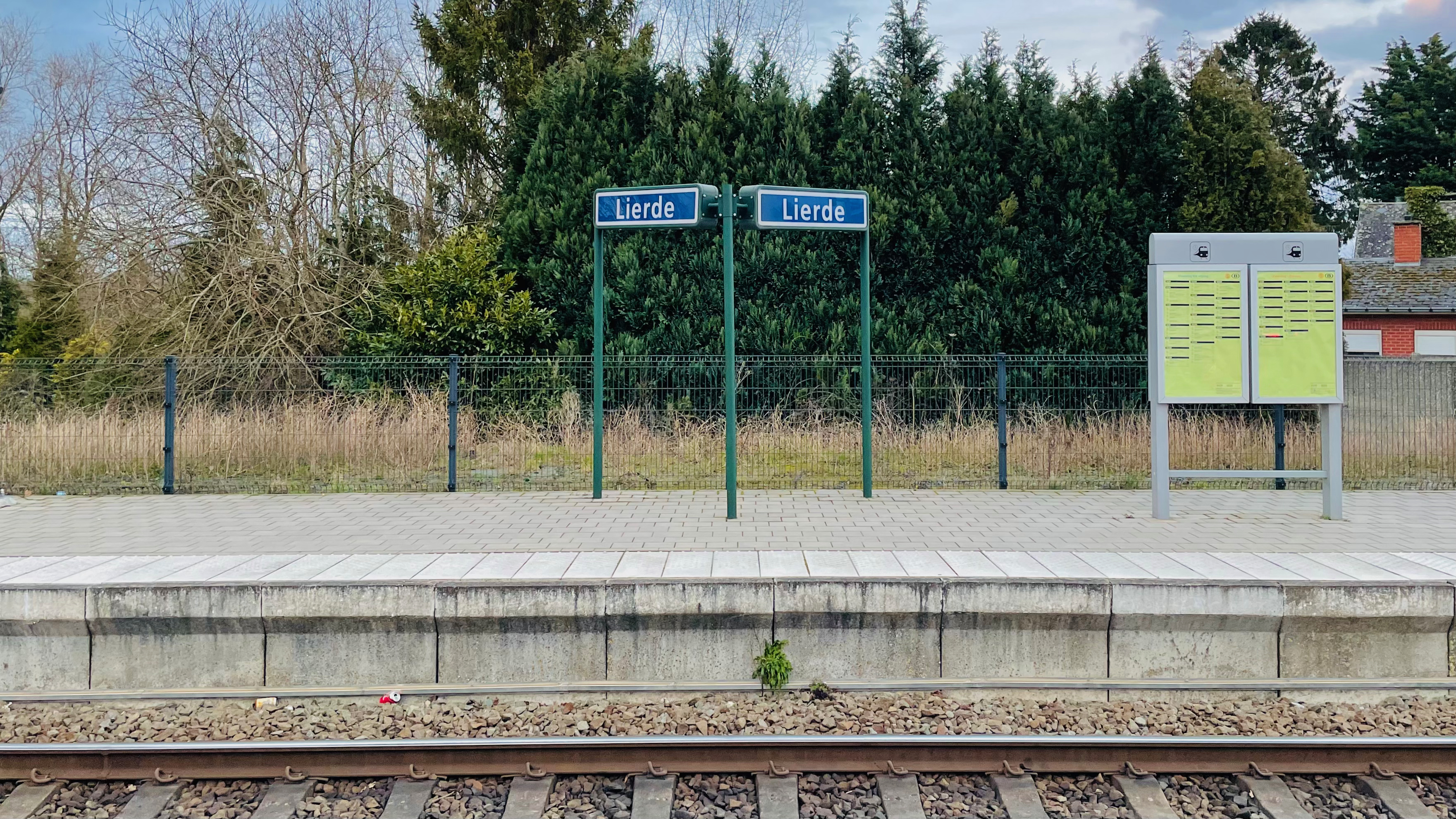
Plaatsnaambord
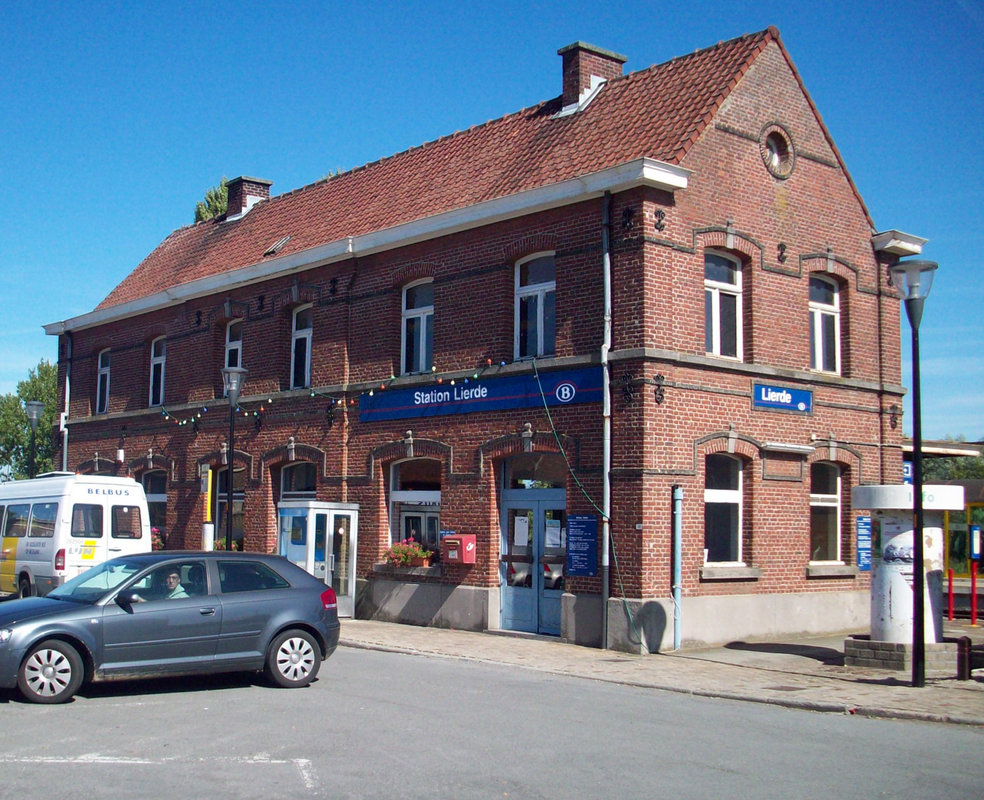
Oude stationsgebouw, afgebroken in januari 2018
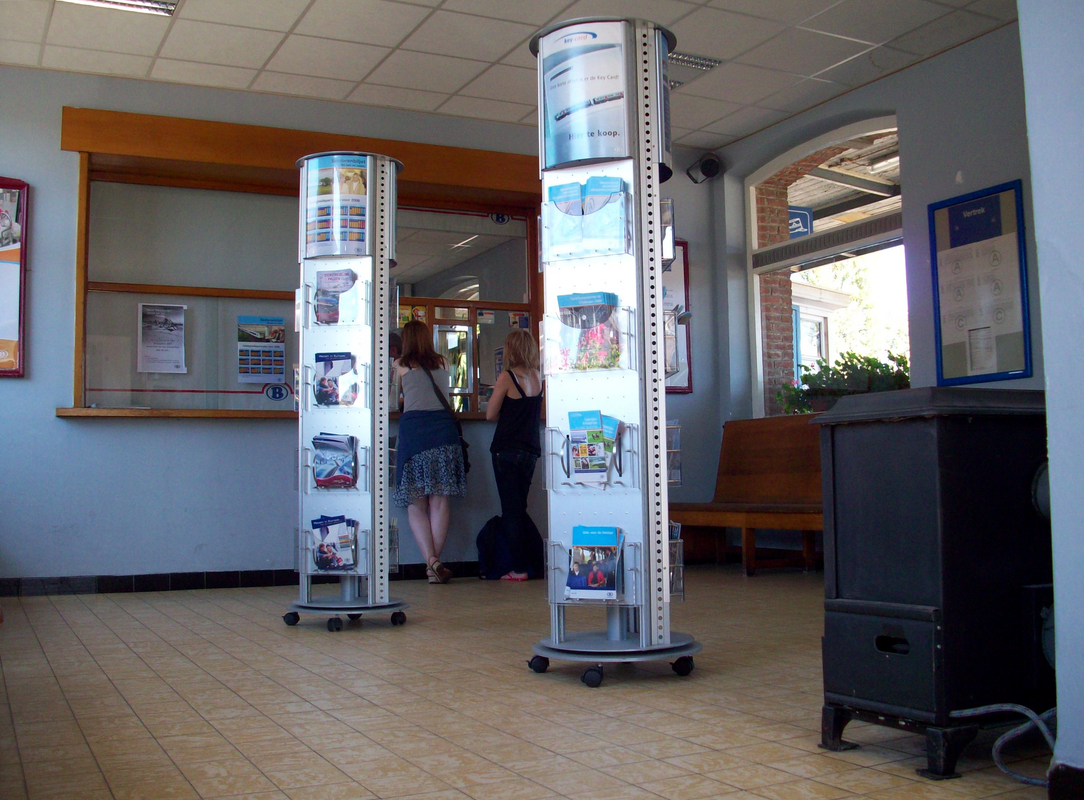
Lokethal, voor het sluiten van de lokethal in 2013
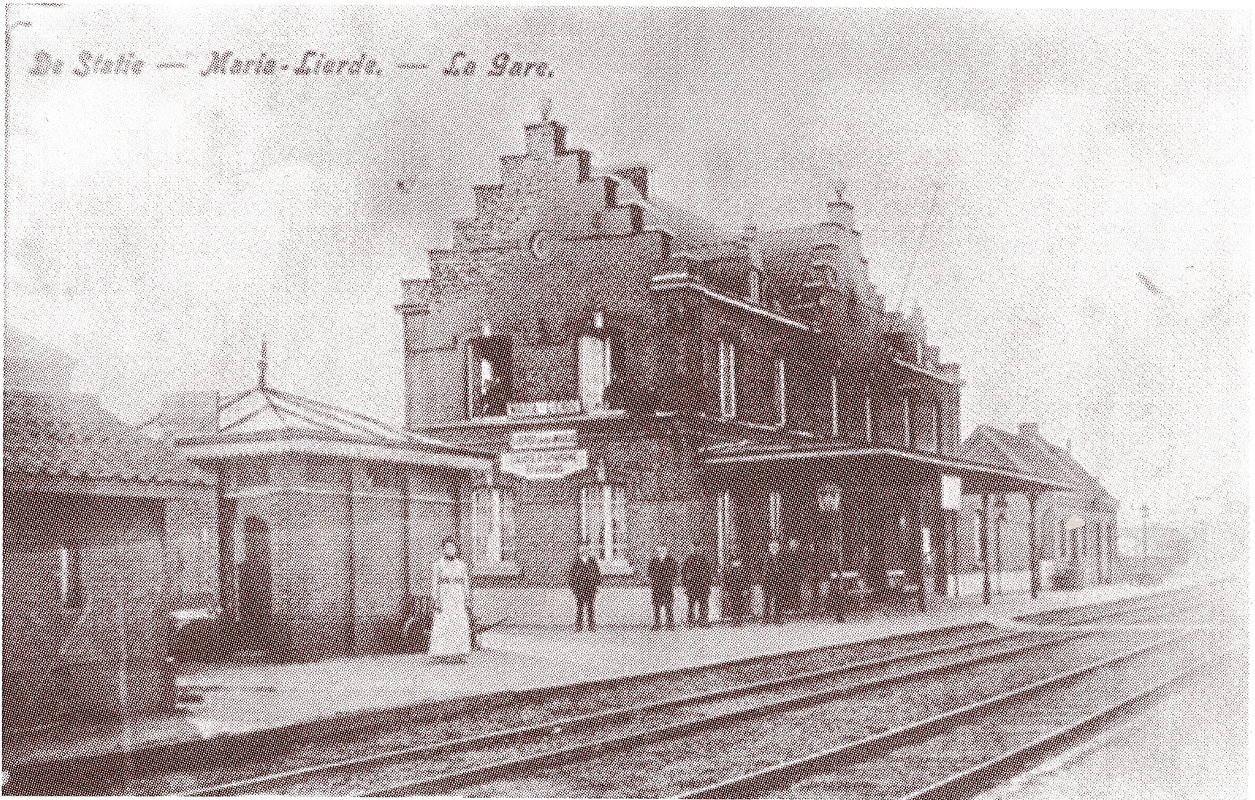
Oude postkaart met stationsgebouw (waar de trapgevels nog aanwezig zijn)

## Treindienst
| Serie       | Treinsoort          | Route                                                  | Bijzonderheden             |
| ----------- | ------------------- | ------------------------------------------------------ | -------------------------- |
| S 52        | S-trein Gent (NMBS) | Gent-Sint-Pieters – Zottegem – Lierde – Geraardsbergen |                            |
| P 7960/8960 | Piekuurtrein (NMBS) | Geraardsbergen – Lierde – Zottegem – Gent-Sint-Pieters | Rijdt alleen op werkdagen. |

## Reizigerstellingen
De grafiek en tabel geven het gemiddeld aantal instappende reizigers weer op een week-, zater- en zondag.
| Tabel: aantal instappende reizigers station Lierde | Tabel: aantal instappende reizigers station Lierde | Tabel: aantal instappende reizigers station Lierde | Tabel: aantal instappende reizigers station Lierde |
|                                                    | Weekdag                                            | Zaterdag                                           | Zondag                                             |
| -------------------------------------------------- | -------------------------------------------------- | -------------------------------------------------- | -------------------------------------------------- |
| 1977                                               | 454                                                | 54                                                 | 36                                                 |
| 1978                                               | 404                                                | 48                                                 | 33                                                 |
| 1979                                               | 442                                                | 58                                                 | 51                                                 |
| 1980                                               | 460                                                | 48                                                 | 41                                                 |
| 1981                                               | 427                                                | 45                                                 | 42                                                 |
| 1982                                               | 383                                                | 26                                                 | 34                                                 |
| 1983                                               | 361                                                | 42                                                 | 36                                                 |
| 1984                                               | 406                                                | 35                                                 | 39                                                 |
| 1985                                               | 415                                                | 38                                                 | 49                                                 |
| 1986                                               | 409                                                | 28                                                 | 51                                                 |
| 1987                                               | 410                                                | 45                                                 | 54                                                 |
| 1988                                               | 426                                                | 61                                                 | 42                                                 |
| 1989                                               | 421                                                | 42                                                 | 77                                                 |
| 1990                                               | 441                                                | 51                                                 | 49                                                 |
| 1991                                               | 435                                                | 49                                                 | 65                                                 |
| 1992                                               | 428                                                | 56                                                 | 64                                                 |
| 1993                                               | 418                                                | 83                                                 | 38                                                 |
| 1994                                               | 398                                                | 77                                                 | 46                                                 |
| 1995                                               | 377                                                | 47                                                 | 50                                                 |
| 1996                                               | 383                                                | 46                                                 | 41                                                 |
| 1997                                               | 417                                                | 60                                                 | 64                                                 |
| 1998                                               | 396                                                | 62                                                 | 62                                                 |
| 1999                                               | 337                                                | 44                                                 | 51                                                 |
| 2000                                               | 426                                                | 70                                                 | 44                                                 |
| 2001                                               | 392                                                | 65                                                 | 58                                                 |
| 2002                                               | 362                                                | 34                                                 | 31                                                 |
| 2003                                               | 417                                                | 77                                                 | 56                                                 |
| 2004                                               | 412                                                | 34                                                 | 26                                                 |
| 2005                                               | 420                                                | 74                                                 | 86                                                 |
| 2006                                               | 387                                                | 87                                                 | 80                                                 |
| 2007                                               | 480                                                | 76                                                 | 94                                                 |
| 2008                                               | -                                                  | -                                                  | -                                                  |
| 2009                                               | 539                                                | 89                                                 | 83                                                 |
| 2010                                               | -                                                  | -                                                  | -                                                  |
| 2011                                               | -                                                  | -                                                  | -                                                  |
| 2012                                               | 704                                                | 91                                                 | 125                                                |
| 2013                                               | 512                                                | 94                                                 | 65                                                 |
| 2014                                               | 441                                                | 59                                                 | 75                                                 |
| 2015                                               | 456                                                | 73                                                 | 65                                                 |
| 2016                                               | 485                                                | 86                                                 | 94                                                 |
| 2017                                               | 454                                                | 100                                                | 183                                                |
| 2018                                               | 402                                                | 105                                                | 131                                                |
| 2019                                               | 469                                                | 98                                                 | 96                                                 |
| 2020                                               | 277                                                | 48                                                 | 74                                                 |
| 2021                                               | -                                                  | -                                                  | -                                                  |
| 2022                                               | 519                                                | 122                                                | 81                                                 |
| 2023                                               | 505                                                | 129                                                | 89                                                 |
| 2024                                               | 431                                                | 108                                                | 149                                                |

1,5: Gontrode ·
2,8: Landskouter ·
4,8: Moortsele ·
6,7: Scheldewindeke ·
8,9: Balegem-Dorp ·
11,8: Balegem-Zuid ·
15,4: Zottegem ·
18,4: Erwetegem ·
19,6: Sint-Maria-Oudenhove ·
22,0: Lierde ·
24,4: Hemelveerdegem ·
25,0: Gemeldorp ·
28,5: Geraardsbergen